# Ron Haslam
Ron Haslam, född 22 juni 1956 i Derby är en f.d. roadracingförare från Storbritannien. Han blev världsmästare i  Formel TT1 1979 och Formel TT3 1980. Haslam deltog i 500GP-klassen i VM i Grand Prix roadracing från 1977 till 1993
Hans son Leon har också tävlat i Grand Prix Roadracing samt Superbike-VM.

## Roadracingkarriär
Haslam körde 104 Grand Prix i 500-kubiksklassen i VM. Han vann aldrig något Grand Prix, men tävlade i väldigt många år (1977-1993), och blev som bäst fyra totalt säsongen 1987 då han körde för Elf-Honda. Hans bästa placering var andraplatsen i TT Assen 1985. Han kom också trea i åtta GP-lopp. Haslam blev dock världsmästare i de lägre ansedda klasserna Formel TT1 1979 och Formel TT3 1980.